# Kedestes
Kedestes là một chi bướm ngày thuộc họ Bướm nâu.

## Các loài
- Kedestes barberae (Trimen, 1873)
- Kedestes brunneostriga (Plötz, 1884)
- Kedestes callicles (Hewitson, 1868)
- Kedestes chaca (Trimen, 1873)
- Kedestes heathi Hancock & Gardiner, 1982
- Kedestes lema Neave, 1910
- Kedestes lenis Riley, 1932
- Kedestes lepenula (Wallengren, 1857)
- Kedestes macomo (Trimen, 1862)
- Kedestes malua Neave, 1910
- Kedestes marshalli Aurivillius, 1925
- Kedestes michaeli Gardiner & Hancock, 1982
- Kedestes mohozutza (Wallengren, 1857)
- Kedestes monostichus Hancock & Gardiner, 1982
- Kedestes nancy Collins & Larsen, 1991
- Kedestes nerva (Fabricius, 1793)
- Kedestes niveostriga (Trimen, 1864)
- Kedestes pinheyi Hancock & Gardiner, 1982
- Kedestes protensa Butler, 1901
- Kedestes rogersi Druce, 1907
- Kedestes sarahae Henning & Henning, 1998
- Kedestes straeleni Evans, 1956
- Kedestes sublineata Pennington, 1953
- Kedestes wallengrenii (Trimen, 1883)